# Церковь Святой Троицы (Эклсхолл)
Церковь Святой Троицы (англ. Holy Trinity Church, Eccleshall) — англиканская церковь в городе Эклсхолл района Стаффорд (графство Стаффордшир); была построена в XIII века на месте нормандской церкви-предшественницы и отреставрирована в XIX; в храме находятся могилы четырех епископов Личфилда; является памятником архитектуры I класса с 1967 года.

## История и описание
До Нормандского завоевания Англии имение Эклсхолл принадлежало собору Святого Чеда: вероятно, оно было передано в VII веке самому Святому Чеду, первому епископу Личфилда, или его преемнику. Исследователи делали такой вывод базируясь на записях в документах за 1086 год — о том, что Святой Чед владел усадьбой Эклсхолл. Первая часть названия «Эклсхолл» является кельтским словом для обозначения церкви, которое предполагает, что поместье было частью сообщества кельтских христиан.
Самые старые части современной церкви — фундамент и колонны — датируются примерно 1189 годом, когда Хью Нонант (ум. 1198) являлся епископом Личфилда. Исследователи полагали, что здание XII века заменило собой небольшую норманнскую (романскую) церковь. Алтарная часть храма (пресвитерий) и аркады были построены преимущественно в XIII веке, а зенитный фонарь (верхний ряд окон, освещающий хоры) датируется XV веком. Высота церкви — до верхних краев зубчатых стен башни-колокольни — составляет 94 фута (29 м). Сама колокольня демонстрирует сразу две фазы английской готической архитектуры: большая часть была создана в ранне-английском стиле XIII века, а расширение относится к «перпендикулярному стилю» XV века. Каменные вершины (пинакли) на башне были добавлены в честь Алмазного юбилея королевы Виктории, в 1897 году. Купель из песчаника внутри храма датируется XIII веком.
В 1866—1869 годах церковь была отреставрирована по проекту Джорджа Эдмунда Стрита (1824—1881). Крыши над северным и южным проходами была заменена, а северная стена — восстановлена, в результате чего северный проход стал на четыре фута шире. Старый потолок нефа был удален и заново обшит панелями. В алтарной части восточное окно было заменено; крыша алтаря была поднята. Старый скамейки были заменены новыми, дубовыми. На западном конце храма, по обеим сторонам башни, были добавлены баптистерий и ризница. Ретабло («запрестольный образ») был создан в 1898 году как мемориал полковнику Фрэнсису Чемберсу; оно было разработано архитектором Бэзилом Шампни (1842—1935) и изготовлено мастерами из Личфилда. Орган был установлен в 1827 году. Он был трижды перестроен в XX веке: впервые — в 1913, затем — в 1930, и в последний раз — в 1977 году. Четыре колокола были повешены на колокольню в 1547 году; в 1710 их заменили шесть новых колоколов.

### Захоронения
В церкви Святой Троицы находятся могилы четырех епископов Личфилда. Ричард Сэмпсон, умерший в 1554 году, был похоронен на северной стороне алтаря; гробница была перенесена в старый баптистерий около ста лет назад. Томас Бентам, умерший в 1578 году, был также похоронен в алтарной части; его могила была перенесена в ризницу. Могила Уильяма Овертона, епископа с 1579 по 1609 год, до сих пор находится в алтаре. Могила Джеймса Боустеда, ставшего епископом в 1840 году и умершего в возрасте 42 лет после падения с лошади, находится в северо-восточном углу алтарной части. Епископ Джон Лонсдейл, скончавшийся в 1867 году, был похоронен в северо-восточном углу церковного двора.